# قائمة المواقع والمعالم المصنفة في ولاية سيدي بلعباس
هذه قائمة حصرية للمواقع الأثرية و المعالم التاريخية المصنفـــة حسب وزارة الثقافة والاتصال (الجزائر) لولاية سيدي بلعباس
| رقم    | اسم                | وصف | موقع | مدينة | قسم         | الإحداثيات                                   | صورة |
| ------ | ------------------ | --- | ---- | ----- | ----------- | -------------------------------------------- | ---- |
| 22-001 | معتقل بوسويت أدهية |     |      |       | سيدي بلعباس | 35°11′54″N 0°38′00″E / 35.19836°N 0.633259°E | صورة |